# Gábor Fürdök
Gábor Fürdök es un deportista húngaro que compitió en piragüismo en las modalidades de aguas tranquilas y maratón.

## Palmarés internacional

### Piragüismo en aguas tranquilas
Ganó una medalla en el Campeonato Mundial de Piragüismo de 2003, y seis medallas en el Campeonato Europeo de Piragüismo entre los años 1997 y 2006.
| Campeonato Mundial | Campeonato Mundial           | Campeonato Mundial | Campeonato Mundial |
| Año                | Lugar                        | Medalla            | Evento             |
| ------------------ | ---------------------------- | ------------------ | ------------------ |
| 2003               | Gainesville (Estados Unidos) | 03 ! [ n 1 ]       | C4 500 m           |
| Campeonato Europeo |                              |                    |                    |
| Año                | Lugar                        | Medalla            | Evento             |
| 1997               | Plovdiv (Bulgaria)           | Medalla de plata   | C4 1000 m          |
| 1999               | Zagreb (Croacia)             | Medalla de bronce  | C1 500 m           |
| 2000               | Poznań (Polonia)             | Medalla de bronce  | C4 500 m           |
| 2000               | Poznań (Polonia)             | Medalla de oro     | C4 1000 m          |
| 2004               | Poznań (Polonia)             | Medalla de oro     | C4 1000 m          |
| 2006               | Račice (República Checa)     | Medalla de bronce  | C4 500 m           |

1. ↑  En esta prueba el equipo ruso, ganador de la medalla de oro, fue descalificado al dar positivo por dopaje el piragüista Serguei Uleguin, por lo que al equipo húngaro le fue cambiado el cuarto lugar por el tercero, con la correspondiente medalla de bronce.

### Piragüismo en maratón
En la modalidad de maratón, obtuvo una medalla de plata en el Campeonato Mundial de Piragüismo en Maratón de 2005.
| Campeonato Mundial | Campeonato Mundial | Campeonato Mundial | Campeonato Mundial |
| Año                | Lugar              | Medalla            | Evento             |
| ------------------ | ------------------ | ------------------ | ------------------ |
| 2005               | Perth (Australia)  | Medalla de plata   | C2                 |